# Атбасарская культура
Атбасарская культура — общее название памятников неолита в Северном Казахстане (VII — III тыс. до н. э.). Получила название по месту находки близ города Атбасар в Атбасарском районе (Акмолинская область Казахстана), где сосредоточены поселения, относящиеся к этой культуре. Отмечены два локальных варианта: тельманский (районы верхнего течения реки Ишим и нижнего течения реки Нуры) и явленский (река Чаглинка и среднее течение Ишима).
Исследовано около 20 поселений в долинах pек Есиль и Шаглы, принадлежащие к атбасарской культуре. Среди находок — наконечники стрел, скребки и ножи, массивные топоры, глиняная посуда полуовальной формы, покрытая узорами.